# Château du Petit-Ringelstein
Le château du Petit-Ringelstein (ou château du Petit-Ringelsberg) est situé sur la commune de Oberhaslach (Bas-Rhin). Il est situé sur un petit sommet qu'il entoure de son enceinte en pierres sèches.

## Localisation
L'accès aux ruines s'effectue par les chemins de randonnées balisés par le Club vosgien. Il est situé dans le prolongement du sentier qui mène, depuis Oberhaslach, au Grand-Ringelstein.

## Toponymie
De ring, anneau et stein, pierre, en allemand.

## Historique
Rien n'est connu de l'histoire du Petit-Ringelstein. Il pourrait s'agir d'une forme primitive de château. L'aspect actuel résulte probablement d'un remaniement tardif, peut-être lors d'un siège du Hohenstein.

## Description
Un mur de pierres sèches entoure le sommet. Il mesure environ 61 m de longueur sur 21 m de largeur pour une hauteur d'un mètre. Il est bordé d'un fossé.
Une carrière se trouve à proximité, d'où ont été extraites et taillées des pierres à bossage. Elles datent probablement du premier tiers du XIIIe siècle et auraient été utilisées pour le Grand-Ringelstein ou pour le Hohenstein.

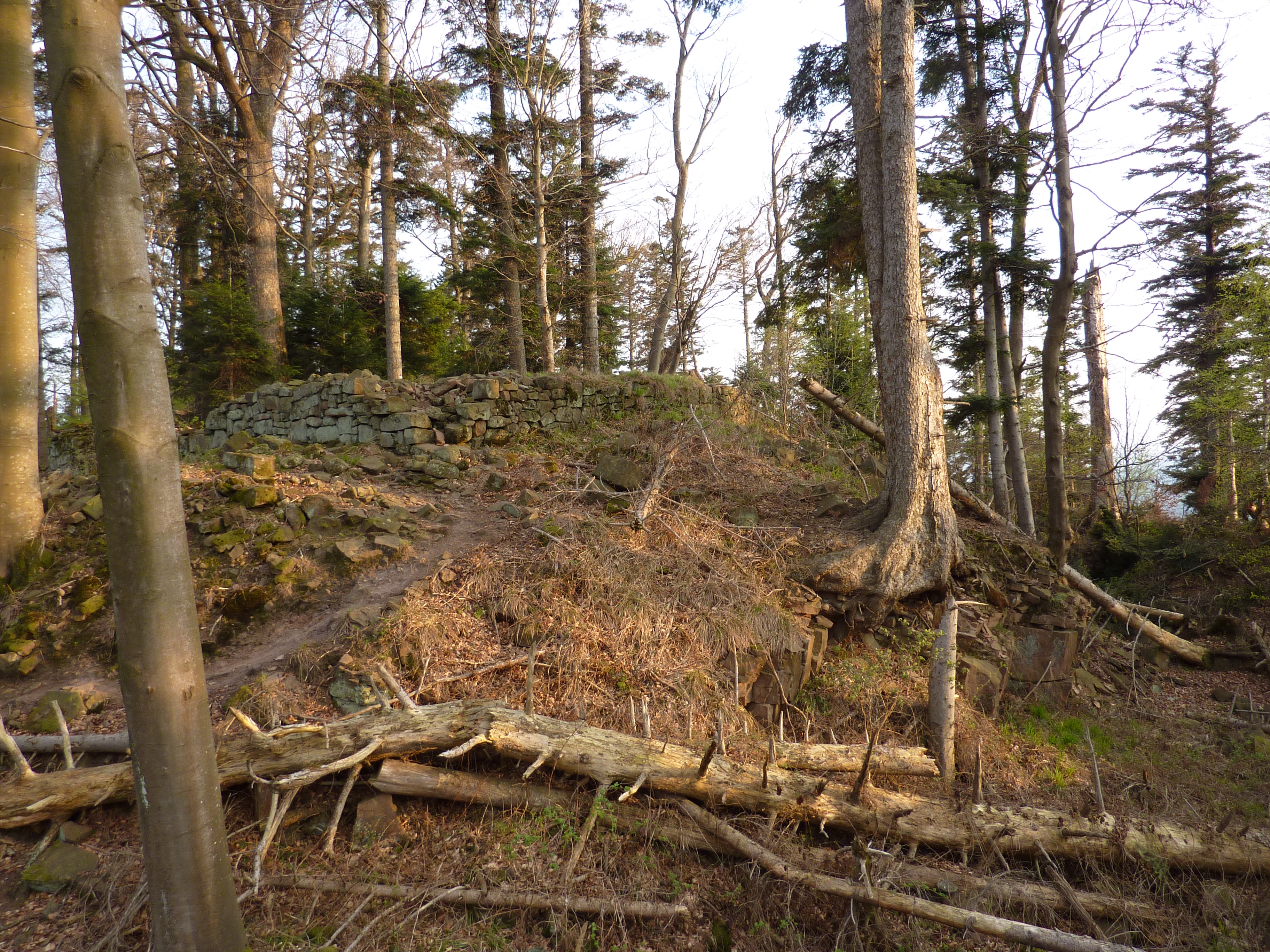
Mur nord et fossé.
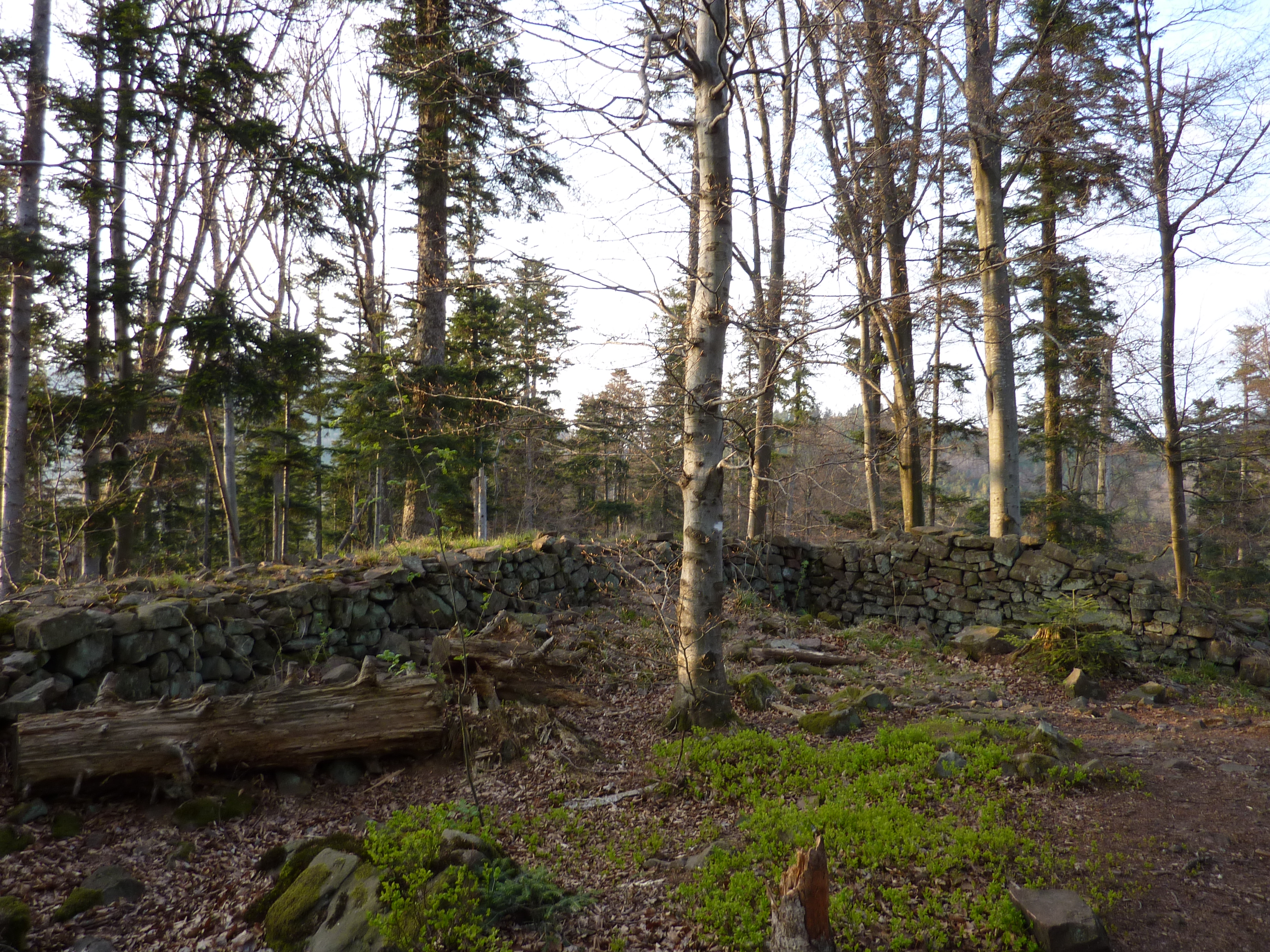
Mur nord vu de l'intérieur ; on distingue bien la forme effilée de l'ouvrage.
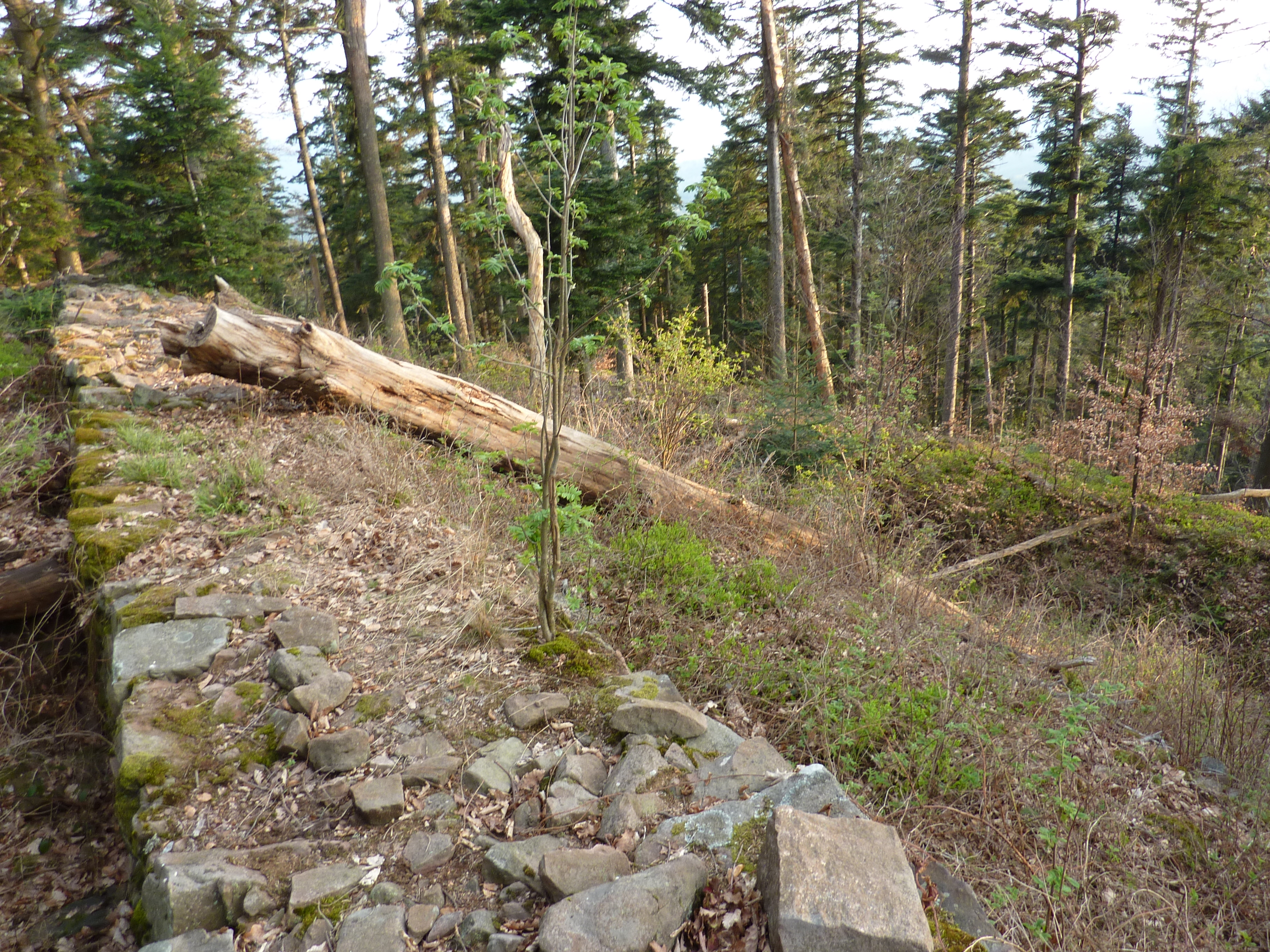
Mur de pierres sèches vu du dessus.